# حديقة المتعة (لندن)

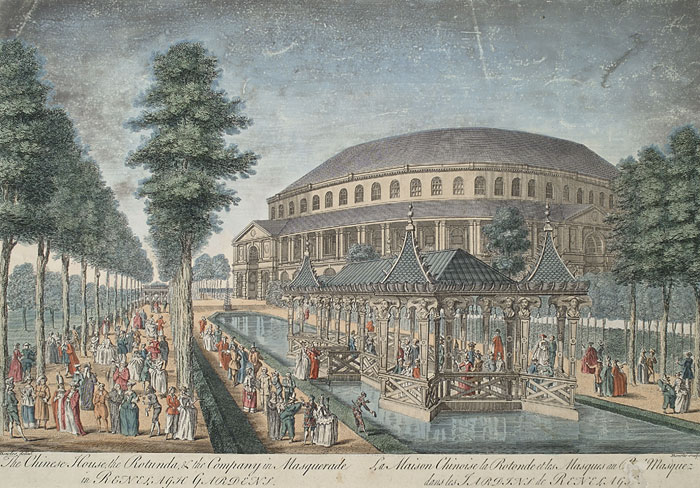
طبعة من القرن الثامن عشر تُظهر الجزء الخارجي من القاعة المستديرة في حدائق رانيلاغ وجزء من الأراضي

حديقة المتعة (بالإنجليزية: Pleasure garden)‏ هي عبارة عن مكان مفتوح للجمهور يُخصص لأغراض التسلية والترفيه، وتمتاز بفرادتها عن الحدائق العامة الأخرى من خلال توفير مناطق جاذبة متنوعة، مثل القاعات الموسيقية للحفلات، ومنصات العروض الموسيقية، ومرافق ألعاب الاستمتاع، وحدائق الحيوان.

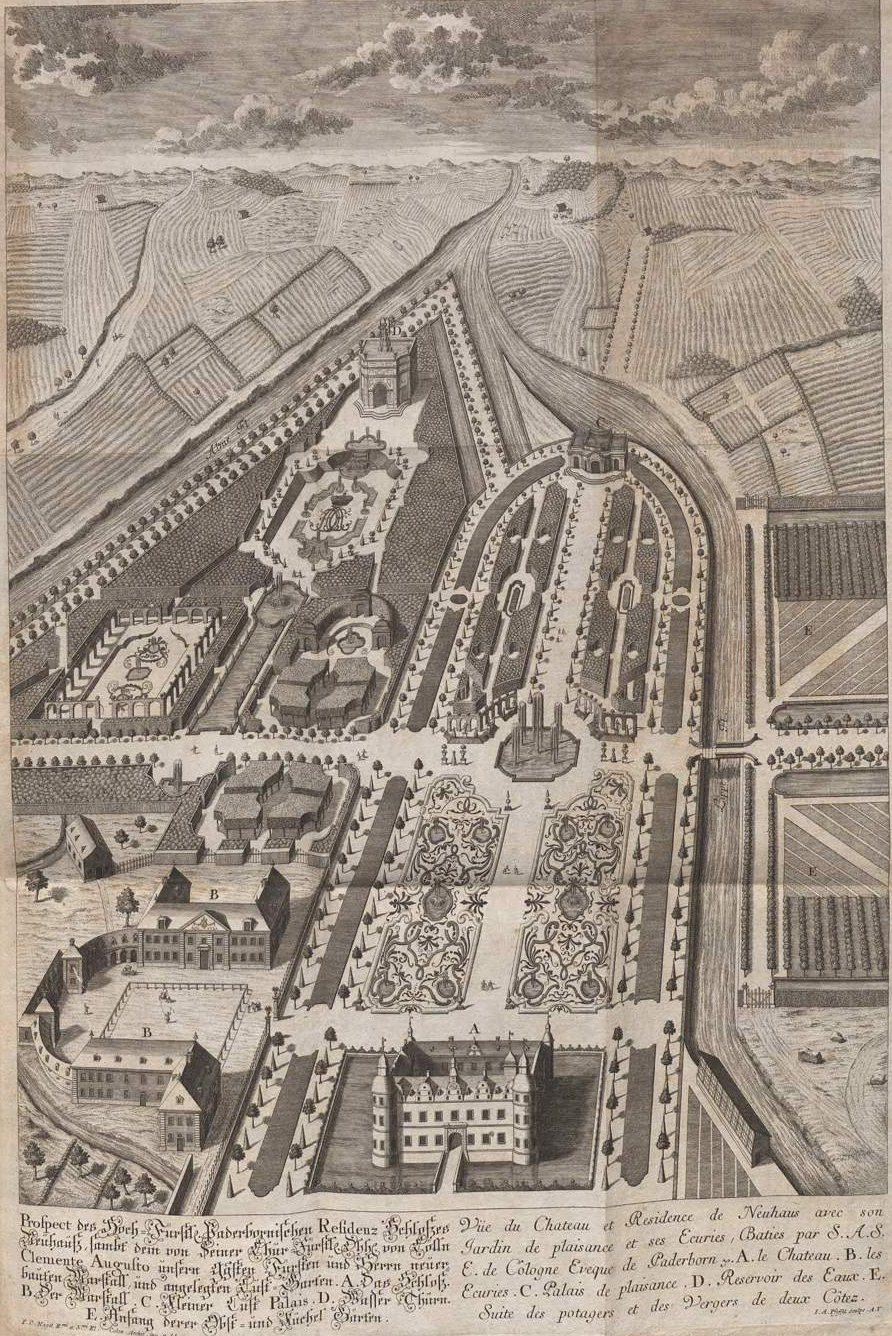
قلعة بادربورن، في ألمانيا، عام 1736.

تاريخيًا، كانت "حديقة المتعة" تعني حدائق الزهور الخاصة، أو حدائق الشجيرات أو المناطق المشجرة الرسمية مثل البسكيه، التي كانت مزروعة للترفيه، مع نباتات الزينة ومسارات أنيقة للمشي. مُيزت عن المناطق الموجودة في حديقة كبيرة مزروعة كمروج أو حديقة ذات مناظر طبيعية، أو المناطق "المفيدة" في حديقة المطبخ والغابات. قدمت حدائق المتعة ملجأ باردًا ومنعشًا من حرارة الصيف.  تمت صيانة حدائق البحر الأبيض المتوسط أيضًا في فصل الشتاء، حيث سمحت أمطار الشتاء بصيانة أشجار الورد واللوز في شمال إيطاليا.  وهذا جعل الحدائق ملاذًا ترحيبيًا طوال العام. 
يعيش المفهومان لهذا المصطلح، سواء كجزء من تجميل الحدائق أو كموقع تجاري للترفيه، جنبًا إلى جنب في اللغة الإنجليزية منذ القرن السابع عشر على الأقل.

## التاريخ

### العصور القديمة
تم توثيق تصوير الترفيه في الهواء الطلق منذ عام 1500 قبل الميلاد، حيث تم تصوير مشاهد في الحدائق تُظهر الزوار وهم يستمتعون بالموسيقيين والراقصات.في العصور القديمة لمدينة روما، تم تطوير حدائق سالوست ذات المناظر الطبيعية (المعروفة أيضًا بـ "هورتي سالوستياني") كحديقة خاصة من قبل المؤرخ سالوست. تمكن الإمبراطور الروماني تيبيريوس من الحصول على هذه الحدائق لاستخدامها العام. تضم الحدائق عددًا من الأجنحة ومعبد فينوس ونصب تذكارية ضخمة، واستمرت الحدائق في أن تكون مفتوحة للاستخدام العام لعدة قرون.
كان باراديسوس عبارة عن مكان ترفيهي للنبلاء الفرس، حيث تجمعت الحدائق والبساتين ومناطق الصيد. في عام 321 قبل الميلاد، تم توقيع اتفاقية تقسيم تريباراديسوس في سوريا، وهو مجمع واسع من أماكن الترفيه والاستمتاع في سوريا. 
وصلت حدائق المتعة الرسمية الباهظة إلى بريطانيا الرومانية في القرن الأول الميلادي، مثل تلك التي يمكن رؤيتها الآن في قصر فيشبورن الروماني. غالبًا ما تزينت هذه الحدائق بالتماثيل والأعمدة والنوافير واللوحات الجدارية، بالإضافة إلى الأعمال الحجرية المزينة بالزخارف. ويُعتقد أنها ربما تم استخدامها لاستضافة وترفيه المسؤولين والتجار الذين كانوا من أصل روماني، بالإضافة إلى الطبقات النبيلة الأصلية في بريطانيا. 

### البريطانية في وقت مبكر العصر الحديث والفيكتوري
افتُتِحت حدائق المتعة العامة في لندن في نهاية القرن السابع عشر. كانت العديد منها في السابق جزءًا من حدائق خاصة كبيرة، مما أدى إلى وجود تخطيط مُسبق لتلك الحدائق. وعادةً ما كان يُشترَط دفع رسوم للدخول إليها. بدأ النبلاء الإنجليز في تنمية منازل استقبالية غير مُحصنة ومُزوَّدة بحدائق ترفيهية، حيث عُرضت فيها حيوانات غريبة تم استيرادها من الأمريكتين وجزر الهند.  زار صموئيل بيبس حدائق مارليبون في 7 مايو 1668: "وذهبنا إلى ماروبون، وسرنا هناك في الحديقة، وهي المرة الأولى التي كنت فيها هناك، وهو مكان جميل". تم افتتاح حدائق كوبر الواقعة على الضفة الجنوبية لنهر التايمز في ثمانينيات القرن السابع عشر. قام كلاهما بتوسيع مناطقهما بشكل كبير في القرن الثامن عشر، في ذروة حديقة المتعة.
شملت الحدائق الجديدة التي افتُتحت في لندن في القرنين الثامن عشر والتاسع عشر حدائقًا مثل حدائق كريمورن، وحدائق رانيلاغ، وحدائق رويال ساري، وحدائق فوكسهول، وحدائق النباتات الملكية. بدأت المدن الأخرى، داخل وخارج إنجلترا، في تطوير حدائقها الخاصة، مثل حديقة أبولو لهولت بريدجمان في برمنغهام في أوائل القرن الثامن عشر، وحديقة ليدز رويال بارك في عام 1858. كانت معظم هذه الحدائق الحديثة تُعرف باسم 'حدائق المتعة'، وهذا خصوصًا في القرنين السابع عشر والثامن عشر.
احتوى العديد منها على قاعات حفلات موسيقية كبيرة، أو استضافت حفلات موسيقية؛ كانت بعض حدائق المتعة الأقل مناقشةً موطنًا للخردوات والحريم. نسخة أصغر من حديقة المتعة هي حديقة الشاي، حيث يمكن للزوار شرب الشاي والتنزه.
تزامن ظهور الحديقة الخاصة في الضواحي في القرن العشرين مع تراجع حديقة المتعة العامة وأثر عليها. 